# Астрокосмический центр ФИАН
Астрокосмический центр Физического института Академии Наук — научный центр при Физическом Институте им. П. Н. Лебедева Российской академии наук. Расположен в Москве, Россия.

## Руководители
- с 1990 года — Кардашёв, Николай Семёнович — первый директор
- с 2019 года — Лихачёв, Сергей Федорович

## История
АКЦ ФИАН был образован 3 мая 1990 года после перевода отдела № 3 Института космических исследований АН СССР (отдел по созданию космических радиотелескопов — ?) в Физический институт АН им. П. Н. Лебедева.

## Структура
- Пущинская радиоастрономическая обсерватория
- Отделы (в Москве):
  - Отдел теоретической астрофизики
  - Отдел квантовой астрофизики
  - Отдел космической радиоастрономии
  - Отдел космической электроники
  - Отдел обработки астрофизических наблюдений
  - Отдел наземных приемо-передающих комплексов
  - Отдел космических конструкций
  - Отдел проектирования и координации работ РТ-70

## Дирекция
- Заместитель директора Астрокосмического Центра ФИАН — д.ф.-м.н., заслуженный деятель науки РФ В. Г. Курт
- Главный научный сотрудник — член-корр. РАН, д.ф.-м.н. И. Д. Новиков

## Основные направления работ
- АКЦ ФИАН создает новые наземные и космические астрономические системы для изучения космоса в различных диапазонах электромагнитного спектра.
- Образование и эволюция крупномасштабной структуры Вселенной
- Радиоизлучение внегалактических источников
- Радиоспектроскопия космоса
- Природа мощных источников энерговыделения в ядрах активных галактик
- Создание наземно-космического радиоинтерферометра для астрофизических исследований (проект Радиоастрон)
- Исследование верхней атмосферы Марса и межпланетной среды по УФ излучению с КА «Марс-96»
- Исследование космических источников радиоизлучения методами интерферометрии и аппаратурного синтеза
- Физические процессы в магнитосферах нейтронных звёзд
- Пульсарная астрономия

## Проекты
- Радиоастрон
- Миллиметрон
- Международная радиоастрономическая обсерватория «Суффа»